# Dendryphantes nigromaculatus
Dendryphantes nigromaculatus är en spindelart som först beskrevs av Eugen von Keyserling 1884 [1885.  Dendryphantes nigromaculatus ingår i släktet Dendryphantes och familjen hoppspindlar. Inga underarter finns listade i Catalogue of Life.